# Grand Theft Auto: The Ballad of Gay Tony
Vous lisez un « bon article » labellisé en 2012.
Grand Theft Auto: The Ballad of Gay Tony (ou Grand Theft Auto IV: The Ballad of Gay Tony ; également abrégé TBoGT) est un contenu téléchargeable développé par Rockstar North et édité par Take-Two Interactive. Partie intégrante de la série des Grand Theft Auto, il s'agit de la deuxième et dernière extension du jeu vidéo Grand Theft Auto IV, et du quatorzième épisode de la franchise. Elle est commercialisée pour la première fois le 29 octobre 2009 sous forme de téléchargement payant, mais aussi dans une compilation sur support physique intitulée Grand Theft Auto: Episodes from Liberty City, comprenant la première extension The Lost and Damned sur console Xbox 360, et par la suite adaptée en avril 2010 sur systèmes Windows et PlayStation 3. Plus tard, elle est rééditée en octobre 2010 dans un pack comprenant le jeu initial intitulé Grand Theft Auto IV: L'Édition Intégrale. L'extension est également disponible sur Xbox One depuis le 9 février 2017.
Les événements se déroulent à Liberty City, une ville fictive principalement inspirée de New York aux États-Unis, et mettent en avant les exploits du protagoniste Luis Fernando Lopez, un ancien membre du cartel de la drogue dominicain et garde du corps personnel d'Anthony « Gay Tony » Prince, le propriétaire de deux boites de nuit.
The Ballad of Gay Tony est officiellement annoncé le 26 mai 2009, environ une semaine avant l'E3 durant la même année. Selon la compagnie nord-américaine NPD Group, l'extension se serait vendue à 160 000 exemplaires durant les quatre premières semaines après sa sortie, entre octobre et novembre 2009. En grande majorité, l'extension est particulièrement bien accueillie par l'ensemble des critiques et rédactions. Les moyennes générales attribuées à ce contenu téléchargeable tournent approximativement autour de 90 % sur les sites Internet de GameRankings, Metacritic et MobyGames.

## Trame

### Univers
The Ballad of Gay Tony se déroule dans la ville fictive de Liberty City, ville originellement retranscrite depuis Grand Theft Auto IV et qui a fortement été inspirée des quartiers de la ville de New York et de l'État du New Jersey. Dans le jeu, Broker est l'équivalent de Brooklyn, Algonquin celui de Manhattan, Dukes du Queens, Bohan du Bronx et Alderney du New Jersey. La superficie totale de la carte est un peu plus petite que celle exposée dans Grand Theft Auto: San Andreas, mais la nouvelle réédition de Liberty City est plus détaillée et retranscrit, à l'aide d'images de synthèse, la lumière solaire de New York. Par ailleurs, le jeu autorise l'accès à de nouveaux lieux par exemple les boîtes de nuit Maisonnette 9 ou Hercules.
Dans le jeu, des endroits et monuments ont été retranscrits comme, entre autres, la statue de la Liberté, renommée dans la ville fictive en statue de l'Hilarité tenant une tasse de café dans sa main, ou le Times Square qui, dans Liberty City, a été renommé en Star Junction. Parmi les édifices les plus représentatifs peuvent être cités l'Empire State Building, renommé dans le jeu en Rotterdam Tower, le siège des Nations unies renommé en Civilization Committee, le MetLife Building renommé en GetaLife Building et le pont de Manhattan renommé en pont d'Algonquin, pour ne citer que quelques exemples. Central Park apparaît un peu en retrait dans le jeu sous le nom de Middle Park. De plus, des associations ou organisations ont été représentées dans le jeu comme la Bank of America qui a été renommée en Bank of Liberty, Fox News en Weazel News et le FBI en FIB. Staten Island n'a cependant pas été incluse dans le jeu car les développeurs pensaient que cet endroit ne divertirait pas les joueurs. Depuis Grand Theft Auto III et hormis les nombreux endroits du jeu, les piétons ont été dotés d'une intelligence artificielle mieux élaborée et modernisée à l'aide de l'utilisation de téléphones portables ou de distributeurs automatiques, des besoins de nourriture ou de boisson, de lecture des journaux ou d'interactions avec d'autres piétons.

### Personnages
Les deux principaux protagonistes du jeu se nomment Luis Fernando Lopez, un ancien membre du cartel de la drogue dominicain, endossant le rôle de garde du corps personnel d'un entrepreneur homosexuel, Anthony Prince alias « Gay Tony », propriétaire endetté de deux boites de nuit,. Comme pour Niko Bellic et Johnny Klebitz, les deux précédents protagonistes de la saga Grand Theft Auto IV, Luis doit rendre plusieurs services à d'autres personnages secondaires et est chargé de réussir chacune des missions qui lui sont proposées. Luis est considéré comme un assassin au sang-froid qui possède plus de bon sens que la plupart des autres personnages qui l'entourent. Au fil de l'histoire, Luis s'alliera avec le puissant play-boy milliardaire arabe Yusuf Amir qui l'aidera à accomplir ses missions dans la plupart des cas. Les missions sont, en général, attribuées à Luis par des personnages secondaires tels que Mori Kibbutz ou antagonistes comme Ray Bulgarin, tout ça dans le but d'effacer les dettes de Tony.

### Scénario

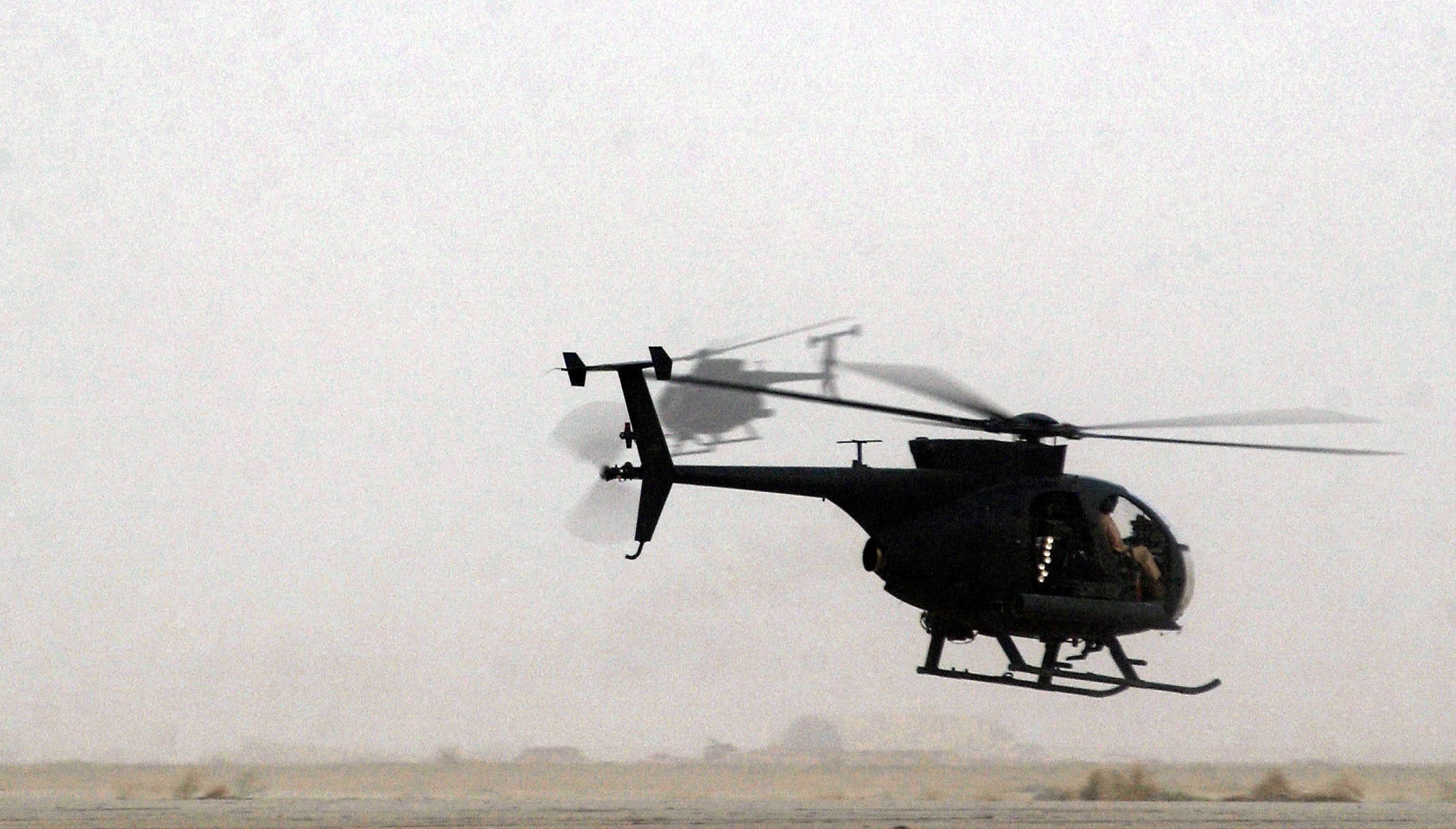
Lors d'une mission, Luis est chargé de récupérer le prototype d'un mini-hélicoptère d'attaque nommé Buzzard pour Yusuf.

La première scène du jeu montre le protagoniste Luis Fernando Lopez pris en otage lors d'un braquage mené dans une banque, localisée à Algonquin, quartier de la ville fictive de Liberty City, impliquant Niko Bellic, les frères Packie et Derrick McReary, ainsi que Michael Keane. Un membre d'un club de tir local également pris en otage, Eugene Reaper, tire à l'arme à feu et touche Keane, mais Packie McReary répond rapidement et tue à son tour Reaper. Peu après l'incident, Luis est interrogé par la police avant de retourner voir Anthony « Gay Tony » Prince à son appartement. Sur son chemin, il croise les deux autres protagonistes des précédents opus, Niko Bellic en voiture, de retour du braquage de banque avec ses complices, et Johnny Klebitz roulant sur sa moto. Rocco Pelosi, un membre affilié à Gracie Ancelotti, et son complice, Vince, accèdent à l'appartement de Tony pour y prendre ses revenus financiers. Par la suite, Tony fait part à Luis de la situation financière désastreuse de ses deux boîtes de nuit, Maisonette 9 et Hercules. Tony et Luis sont envoyés par Rocco à Chinatown pour conclure un marché avec un membre chinois d'une triade, et croisent sur leur chemin Billy Grey, le meneur du groupe de motards The Lost qui s'arrange de son côté pour tendre une embuscade à Johnny Klebitz et Jim Fitzgerald par la triade. Aucune négociation n'est conclue, et Tony et Luis tentent de s'échapper de Chinatown. Un peu plus tard, Luis rend visite à sa mère, qui a quelques difficultés financières, et à ses amis d'enfance Henrique Bardas et Armando Torres,. La mère de Luis n'apprécie pas le mode de vie que mène son fils, et voudrait qu'il fasse des études. Henrique et Armando, eux, sont des amis de Luis qui ont été entièrement impliqués dans les trafics de drogues.
Au fil des missions, Luis s'affilie avec Yusuf Amir, un play-boy et entrepreneur milliardaire arabe. En échange de ses services, Luis aide Yusuf à acquérir de nombreux véhicules, dont le prototype d'un mini-hélicoptère d'attaque militaire nommé « Buzzard » et un char de combat utilisé par le National Office Of Security Enforcement (NOOSE). De son côté, Tony souffre de toxicomanie, conséquence des drogues que lui amène son compagnon Evan Moss. Luis, Tony et Evan partent vers les docks pour acheter les diamants d'une valeur de deux millions de dollars à un chef cuisinier d'un cargo nommé « Platypus ». Pendant cet échange, des membres du groupe de motards mené par Johnny Klebitz, The Lost, tirent et tuent Evan pour s'emparer des diamants. Tony promet à Luis de commencer son sevrage, puis le présente peu de temps après à Mori Kibbutz et son petit frère Brucie. Mori est particulièrement égocentrique et mène la vie dure à Brucie, ce qui irrite Luis par moments. Finalement, Luis efface les dettes de Tony envers Mori, et Brucie gagne un peu plus d'assurance envers son frère aîné. À Maisonette 9, Tony et Luis font la rencontre de Ray Bulgarin, un mafieux russe, et de son associé Timur qui leur proposent quelques services rémunérés. Luis doit aider Bulgarin à éliminer des agents fédéraux corrompus et à acquérir l'équipe de hockey de Liberty City,. Plus tard, Tony apprend que les diamants ont été localisés au muséum du Libertonian, et envoie Luis les récupérer. Ce dernier interrompt l'échange des diamants impliquant Niko Bellic et Johnny Klebitz, puis réussit à s'échapper grâce au Buzzard plaqué or de Yusuf. Gracie Ancelotti, de son côté, réussit à rendre Tony de nouveau accro aux drogues et suicidaire par la même occasion. Un peu plus tard, Gracie est enlevée par de mystérieux assaillants et sa libération sera effectuée en échange des diamants,. De ce fait, Tony et Luis partent vers les docks pour effectuer cet échange, mais Bulgarin, grâce à ses hommes de main, s'emparera des diamants qu'il perdra par la suite.
Pensant avoir été trahi par Luis, Bulgarin s'allie avec les Ancelotti pour les tuer lui et Tony. Luis les tue tous dont Timur, ce dernier ayant avoué que Bulgarin était en route pour quitter la ville par avion dans deux heures. Timur tué, Luis se dirige vers l'aéroport et réussit à grimper dans l'avion de Bulgarin ; ce dernier ne se laissant pas faire, menace d'activer une grenade s'il se fait tirer dessus. Luis, après avoir pris le risque de tuer Bulgarin, saute en parachute depuis l'avion en feu et atterrit en bousculant par accident un vagabond dans le parc de Dukes. Ce dernier trouvera les diamants dans une poubelle publique du parc et en ressortira heureux. Luis part rejoindre Tony assis sur un banc près du Dukes Monoglobe ; ils seront rejoints quelques instants plus tard par Yusuf pour célébrer un avenir meilleur qui s'ouvre à eux. Durant la séquence de fin, Mori et Brucie combattent l'un contre l'autre dans une cage, et Packie McReary quitte Liberty City avec l'argent qu'il a volé lors du braquage de banque. Le vagabond qui a trouvé les diamants est aperçu dans une propriété de luxe entouré de mannequins. À la suite de l'offre de franchise de Yusuf Amir, les boîtes de nuit de Tony ouvrent de nouveau leurs portes malgré son départ précipité vers une autre ville, et les dettes ont été définitivement effacées permettant à Luis d'assurer sa situation personnelle à Liberty City.

## Système de jeu

### Généralités, missions et mini-jeux
The Ballad of Gay Tony est un jeu vidéo d'action-aventure et de tir en vue à la troisième personne dans lequel le joueur fait l'expérience d'une perspective à la troisième personne. Le joueur incarne le personnage de Luis Fernando Lopez, un ancien membre du cartel de la drogue dominicain, chargé de protéger le propriétaire de deux boites de nuit, Anthony Prince, dit « Gay Tony »,. Le personnage qu'incarne le joueur dispose de deux palettes d'armes composées d'armes blanches, d'armes à feu, de bombes collantes ou grenades, et de lance-grenades ou lance-roquettes,. Plusieurs variétés de transports lui sont également mises à disposition et incluent d'une manière générale les véhicules routiers, les bateaux et les hélicoptères,. Des missions sont attribuées au joueur et celui-ci se doit de les réussir dans le but de débloquer les événements scénaristiques. Lorsqu'une mission est achevée, un score est effectué à partir des performances du joueur et liste entre autres la santé, le temps restant et les dégâts accumulés sur les véhicules qui ont été conduits. Ce score peut être mis en ligne seulement si la mission est réussie, jouée qu'une seule fois et sans code de triche utilisé.
En dehors du scénario principal, le joueur peut s'abonner à d'autres activités et voyager à travers les différents endroits qu'offrent la ville fictive de Liberty City. Il est notamment possible d'exécuter quelques missions bonus comme les « guerres des drogues », dans lesquelles Luis aide ses amis d'enfance à voler de la drogue aux gangs rivaux. Des programmes de télévision tels que Princess Robot Bubblegum et Republican Space Rangers peuvent être visionnés et de nombreuses stations de radio ont été incluses dans les véhicules. Au total, plus d'une dizaine d'heures de jeu peuvent être consacrées à ce contenu,,.

### Armes et transports
À travers les événements scénaristiques du jeu, le joueur peut avoir accès à de nouvelles armes, en plus des armes classiques qui peuvent être retrouvées dans Grand Theft Auto IV,. Parmi ces nouvelles armes dont dispose le joueur, un équivalent du pistolet mitrailleur FN P90, une mitrailleuse légère qui ressemble au M249 Squad Automatic Weapon, et des bombes collantes qui peuvent s'attacher à n'importe quel endroit puis être déclenchées à distance,, l'AMT AutoMag, l'AA-12 à cartouches explosives et le DSR-1, en plus d'un mini-hélicoptère d'attaque supplémentaire, inspiré du MH-6 Little Bird, qu'est le Buzzard,. De nouveaux véhicules et moyens de transport font également leur apparition. Les nouveautés touchent plus particulièrement les véhicules routiers incluant notamment Buffalo, Bullet GT et F620, ainsi que les transports policiers comme le char de combat et, dans le mode multijoueur, la moto,,. Le jeu montre également la présence d'un nouvel accessoire qu'est le parachute, et d'un moteur physique plus permissif qui permet notamment de s'accrocher aux trains en marche. Dans le scénario, le système de parachute est introduit lors d'une mission durant laquelle Luis accepte d'aider la mafia russe qui tente d'acheter une équipe de hockey à son propriétaire. Les négociations ayant échoué, Luis est envoyé par la mafia pour régler ses comptes avec le propriétaire. Pour ce faire, Luis doit se parachuter depuis le haut d'un gratte-ciel ; dans le jeu, ce type de parachutage est nommé BASE jump.

### Multijoueur
The Ballad of Gay Tony comprend cinq modes de jeux multijoueurs en ligne, supportant une capacité de 16 joueurs (32 sur PC), qui ont été précédemment exposés dans Grand Theft Auto IV, et qui requièrent l'accessibilité à une connexion Internet pour être jouables. Les joueurs incarnent un personnage personnalisable. Ce dernier démarre avec des vêtements basiques, mais de nouveaux vêtements peuvent être acquis lorsque les joueurs augmentent de niveau grâce à de l'argent fictif qu'ils auront gagné en terminant diverses missions en ligne. De plus, de nouveaux lieux, de nouvelles armes et de nouvelles fonctions telles que les morts assistées dans les Deathmatch ont été ajoutés,.
Il existe plusieurs variantes de modes de jeu,. Ces modes incluent le Deathmatch, le Deathmatch par équipe, les courses, les courses GTA et le mode libre,,. Les objectifs du deathmatch et du Deathmatch par équipe sont les mêmes ; il s'agit de deux modes dans lesquels des joueurs, ou plusieurs groupes de joueurs, s'affrontent dans des matchs à mort habituellement à l'aide d'armes. Une fois la partie terminée, un classement apparaît listant les joueurs suivant le nombre de morts à leur actif,. Dans les modes Courses et Courses GTA, les joueurs s'affrontent dans le but de parvenir à la première place d'une course en véhicules et avec ou sans armes,. Le dernier mode exposé, le Mode libre, permet une jouabilité en toute liberté, sans règle, sans objectif et sans classement, avec en plus les véhicules militaires et les parachutes,,.

## Développement

### Conception

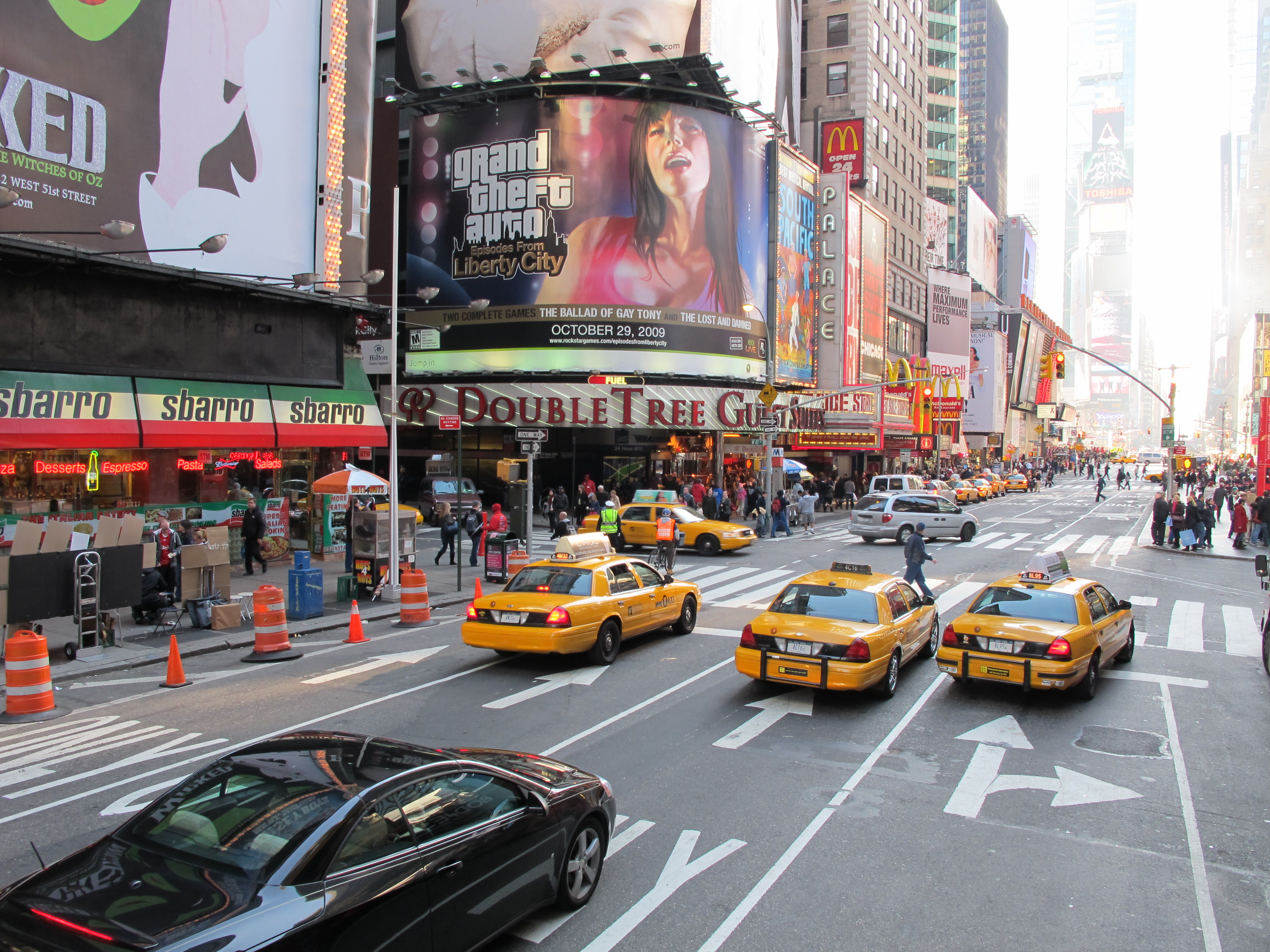
Photographie d'une affiche publicitaire du jeu Grand Theft Auto: The Ballad of Gay Tony affichée sur un bâtiment, prise dans Times Square.

Le scénario de The Ballad of Gay Tony a été rédigé par Dan Houser, cofondateur de Rockstar Games et principal scénariste de l'épisode, avec l'aide de Rupert Humphries. Houser explique que Luis, le principal protagoniste, « se doit d'aider Gay Tony à sortir de ses dettes. » Il explique également que « le problème de Tony vis-à-vis des drogues empire encore et encore, et le personnage devient de plus en plus incontrôlable. » Par ailleurs, le scénario coïncide avec de nombreux événements qui se déroulent en parallèle à Grand Theft Auto IV et The Lost and Damned et durant lesquels les protagonistes se croisent par moments,. Les voix et les captures de mouvements des personnages principaux, Luis Lopez et Gay Tony, ont été effectuées respectivement par Mario D'Leon et David Kenner ; des voix et captures de mouvements notables de personnages secondaires et récurrents ont été effectuées par Omid Djalili pour Yusuf Amir, Jeff Gurner pour Mori Kibbutz, et Greg Siff pour Rocco Pleosi. 
La société Rockstar affirme qu'elle a fait usage du moteur de jeu Euphoria, en plus de celui qu'elle utilise habituellement, RAGE. Selon la compagnie, Euphoria permet d'affiner le réalisme des mouvements physiques des personnages dans le jeu sans aucune restriction, contrairement aux techniques d'animation traditionnelles. Ballad of Gay Tony affichée sur un bâtiment, prise dans Times Square.

### Annonce
The Ballad of Gay Tony est, dans un premier temps, officiellement annoncé le 26 mai 2009 par Rockstar Games, une semaine avant l'E3 2009,,. Le 1er septembre 2009, une toute première bande-annonce de l'extension montrant le protagoniste Luis Lopez sautant en parachute du haut d'un hélicoptère est diffusée. La bande-annonce, montrant le deuxième et dernier chapitre de la série Grand Theft Auto, est diffusée par Rockstar Games après avoir montré sur son site officiel quelques informations et captures d'écran,. Le 14 octobre 2009, Rockstar Games révèle de nouvelles fonctions dans le mode multijoueur qui seront exposées dans leur nouvel opus ; en plus des nouvelles armes et des nouveaux véhicules, des parachutes seront mis à disposition auprès des joueurs, lorsque ceux-ci effectueront de grands sauts en hauteur. 
Avant la sortie officielle du jeu, Sam Houser, fondateur de Rockstar Games, explique que « Liberty City est le monde vidéoludique le plus vibrant » qu'ils aient jamais créé. Selon lui, « l'équipe de Rockstar North s'est encore surpassée, et a créé quelque chose qui est à la fois épique et plein d'innovations ». Il note d'ailleurs que cette extension est en contraste avec le mode de vie des motards présent dans The Lost and Damned et qu'elle ajoute de nombreuses nouveautés au niveau de la jouabilité.

### Commercialisation et adaptations
La deuxième et dernière extension est initialement commercialisée le 29 octobre 2009 et réservée par le biais du marché Xbox Live pour la somme de 20 $ (1 600 points) aux joueurs possédant Grand Theft Auto IV sur console Xbox 360,,. Selon la compagnie nord-américaine NPD Group, l'extension se serait vendue à 160 000 exemplaires durant les quatre premières semaines après sa sortie, entre octobre et novembre. Par ailleurs, elle succède à la première extension, intitulée The Lost and Damned, commercialisée en février la même année et également disponible sur console Xbox 360. Une adaptation sur disque optique en une compilation pour PlayStation 3 et Microsoft Windows intitulée Grand Theft Auto: Episodes from Liberty City est initialement annoncée en mars 2010,. Cependant, la sortie de cette adaptation est repoussée jusqu'en avril 2010 à la suite d'une demande de Sony Europe pour y effectuer quelques retouches mineures,,. 
Distribué par Rockstar North, et Rockstar Toronto pour la version PC, le jeu est finalement commercialisé le 13 avril 2010 en Amérique du Nord, ainsi que le 16 avril 2010 en Europe et en Australie,. Il est commercialisé peu de temps après, le 21 mai 2010 en Russie et le 10 juin 2010 au Japon. Le contenu téléchargeable exigeait la possession du jeu Grand Theft Auto IV pour qu'il soit jouable, tandis que l'édition complète, commercialisée en octobre 2010 et intitulée Grand Theft Auto: L'édition Intégrale ne l'exigeait pas,. Dès sa commercialisation, le jeu est classé et réservé pour un public adulte, notamment par Entertainment Software Rating Board (ESRB) et British Board of Film Classification (BBFC), pour son langage et son contenu à caractère violent et sexuel, puis plusieurs promotions ont suivi par la suite,.

### Bande son
Comme pour les précédents jeux de la série de jeux vidéo Grand Theft Auto, The Ballad of Gay Tony possède sa propre bande sonore qui peut être écoutée à partir des postes de radio lorsque le joueur est installé dans un véhicule. Le contenu téléchargeable ajoute quelques bandes sonores en plus des stations de radio déjà incluses dans Grand Theft Auto IV. Les bandes sonores originales de Liberty City, elles, n'ont pas été incluses dans l'édition de Grand Theft Auto: Episodes from Liberty City, mais trois nouvelles stations de radio ont été exclusivement ajoutées au jeu et incluent RamJam FM, Self-Actualization FM et Vice City FM. Chaque station de radio diffuse une variété de genres musicaux et d'artistes tels que The Chemical Brothers, Stephanie Mills et Re-Flex. Concernant les musiques du jeu, elles ont été composées par Craig Conner, et le thème principal de The Ballad of Gay Tony par Aaron Johnston, Jesse Murphy et Avi Bortnick.

## Accueil
| Aperçu des notes reçues | Aperçu des notes reçues | Aperçu des notes reçues | Aperçu des notes reçues | Aperçu des notes reçues |        |
| Média                   | Média                   | Média                   | Notes                   | Notes                   |        |
| ----------------------- | ----------------------- | ----------------------- | ----------------------- | ----------------------- | ------ |
| 1UP.com                 | 1UP.com                 | US                      | A−                      | A−                      | A−     |
| Eurogamer               | Eurogamer               | FR                      | 8/10                    | 8/10                    | 8/10   |
| GameSpot                | GameSpot                | GB                      | 9,5/10                  | 9,5/10                  | 9,5/10 |
| Giant Bomb              | Giant Bomb              | US                      | [ 48 ]                  | [ 48 ]                  | [ 48 ] |
| IGN                     | IGN                     | US                      | 9,2/10                  | 9,2/10                  | 9,2/10 |
| Jeuxvideo.com           | Jeuxvideo.com           | FR                      | 17/20                   | 17/20                   | 17/20  |
| The Telegraph           | The Telegraph           | GB                      | 10/10                   | 10/10                   | 10/10  |
| Compilations de notes   |                         |                         |                         |                         |        |
| Média                   | Média                   | PS3                     | PC                      | XB 360                  |        |
| GameRankings            | GameRankings            | 90 %                    | 90 %                    | 89,5 %                  |        |
| Metacritic              | Metacritic              | 87 %                    | 90 %                    | 89 %                    |        |
| MobyGames               | MobyGames               | —                       | —                       | 90 %                    |        |

### Réception critique
Grand Theft Auto: The Ballad of Gay Tony a bien été accueilli par l'ensemble des critiques et rédactions. GameRankings lui attribue une moyenne générale de 89,5 % pour la version téléchargeable sur Xbox 360, effectuée à partir de 43 critiques, et 90 % sur les versions PlayStation 3 et Microsoft Windows,. Metacritic attribue une moyenne générale de 89 %, effectuée à partir de 67 critiques pour la version Xbox 360, de 87 % sur PlayStation 3 et de 90 % sur Microsoft Windows. Pour finir, MobyGames lui accorde une moyenne générale de 90 %, effectuée à partir de 18 critiques.
La bande sonore a été particulièrement appréciée par les rédactions, parmi les points positifs accordés au jeu. Hilary Goldstein, du site britannique IGN, lui attribue un 9,2 sur 10, mettant en avant le doublage ainsi que la qualité sonore du jeu ; dans son verdict, elle ajoute que « The Ballad of Gay Tony est la meilleure manière de conclure la saga GTA IV. Finalement, nous savons comment se finit l'histoire des diamants volés dans le scénario principal. » Rivaol, rédacteur au site français Jeuxvideo.com, attribue une moyenne générale de 17 sur 20, et met également en avant la bande sonore tout en notant « au-delà des nouvelles radios, la musique joue un rôle remarqué dans ce titre puisque c'est sur le dance-floor que Luis va draguer et s'amuser. Son doublage est d'excellente facture, comme celui de tous les personnages introduits par Ballad of Gay Tony. Bref, comme dans tout GTA qui se respecte, l'ambiance sonore est extrêmement soignée et demeure une référence incontestable à ce jour. » Cependant, il ajoute un point négatif concernant le mode multijoueur, estimant que ce dernier possède un contenu qui « manque d'originalité » surtout si « on le compare à toutes les possibilités multi offertes par The Lost and Damned. » Justin Calvert, éditeur exécutif chez GameSpot, justifie les nombreux points positifs et les quelques points négatifs du jeu dès le début de son test ; dans un premier temps, il met en avant la personnalité « attachante » du principal protagoniste Luis Fernando Lopez, la qualité scénaristique, ainsi que les nouveaux contenus incluant les armes et la possibilité de rejouer les missions après les avoir réussies, mais il critique le manque de contenu et de nouveautés dans le mode multijoueur ; malgré ces remarques, il accorde finalement au jeu un 9,5 sur 10.
Certains rédacteurs ont attribué à cette extension la note maximum. Nick Cowen, du site britannique The Daily Telegraph, attribue une note de 10 sur 10 tout en expliquant chaque point — scénario, durée du jeu et armes utilisés, entre autres — qu'il considère positif au jeu. Chris Leyton, du site Total Video Games, attribue également un 10 sur 10, en expliquant et notant chaque détail scénaristique du jeu et mettant en avant la bande sonore, les graphismes ainsi que la jouabilité. Cependant, chez certains autres rédacteurs, The Ballad of Gay Tony n'a pas fait l'unanimité. Ryan Davis, du site Giant Bomb, attribue une note moyenne de trois étoiles sur cinq (soit 60 %) expliquant que le jeu « possède tout ce que les fans de GTA pouvaient attendre en matière d'action criminelle hyperbolique » mais « qu'il existe une certaine négligence dans son exécution ». Il note entre autres que « The Ballad of Gay Tony se focalise principalement sur le mode de vie des boîtes de nuit localisées à Liberty City, mais il n'existe aucune criminalité dans ce type d'endroit, et ça finit par être en contradiction avec un bon jeu de la série Grand Theft Auto. »

### Récompenses
The Ballad of Gay Tony a été récompensé aux Spike Video Game Awards de 2009 en tant que meilleur contenu téléchargeable de l'année. Durant cette récompense, un autre jeu vidéo de la série, Grand Theft Auto: Chinatown Wars, a été récompensé meilleur jeu pour console portable de l'année.

## Postérité
Du côté de la télévision, Anthony « Gay Tony » Prince est apparu dans un épisode de la cinquième saison de l'émission de télévision américaine Robot Chicken, en tant que porte-parole de personnages parodiés homosexuels, comme notamment PaRappa the Rapper et Pac-Man, illustrés dans les jeux vidéo,.